# 中山堂 (臺北市)
中山堂是位於臺灣臺北市中正區的公共設施（公會堂），落成於日治時代的1936年，當時稱為臺北公會堂，為日本建築師井手薰的作品。1945年臺灣戰後時期改為現名並由臺北市政府接收。1992年1月，該建築被中華民國內政部以「臺北公會堂」為名公告指定為第二級古蹟（今直轄市定古蹟）。2019年，中華民國文化部公告升格為國定古蹟。

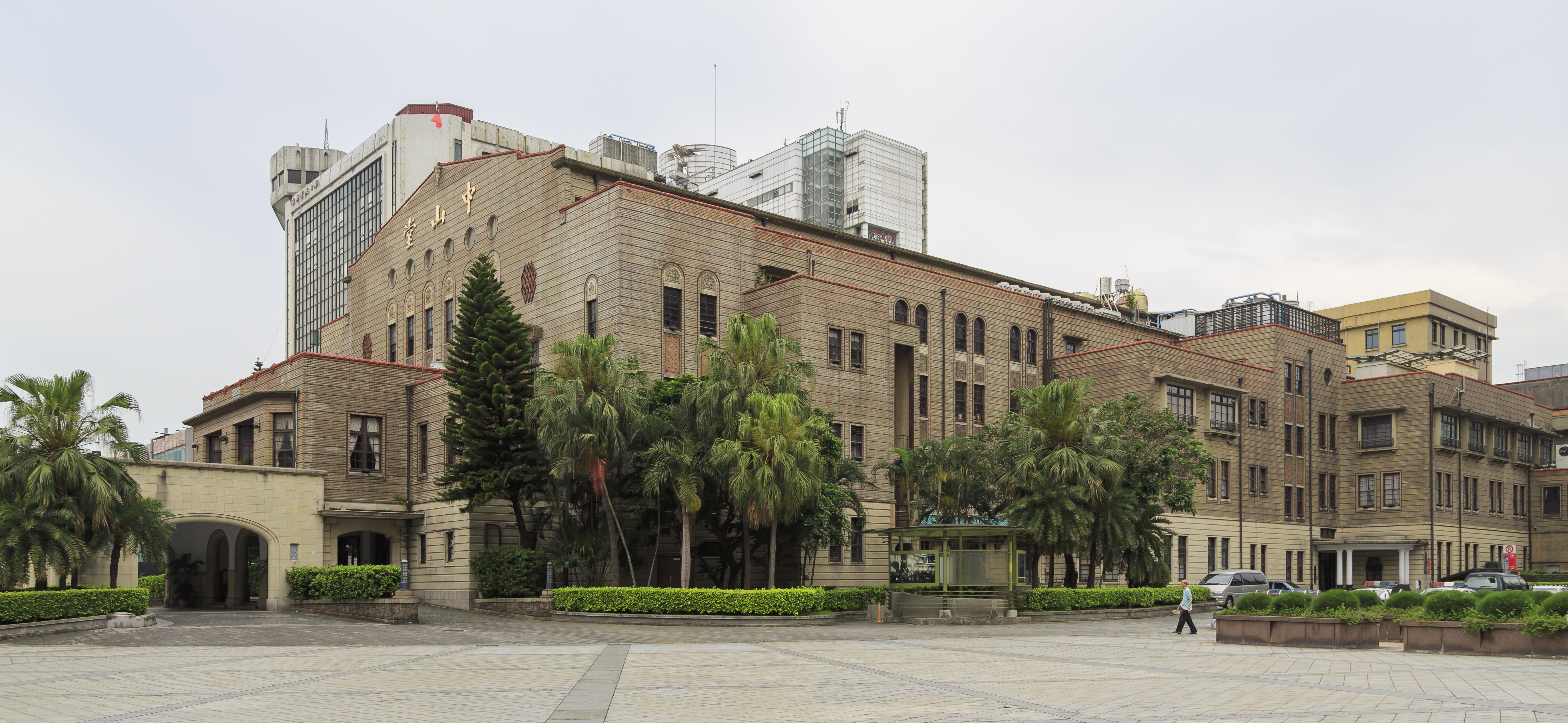
中山堂側面全貌

## 歷史

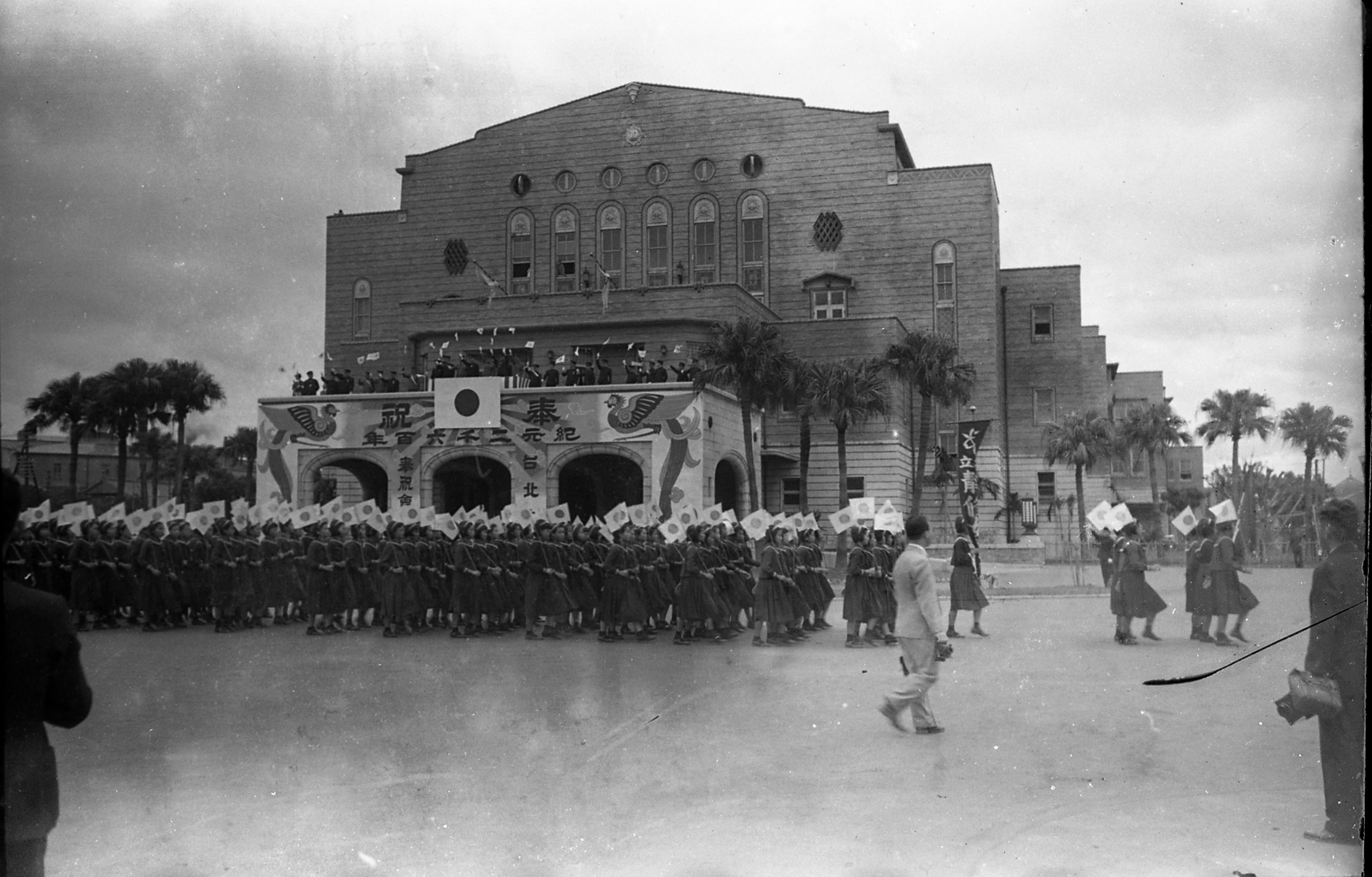
臺北公會堂前進行的紀元二千六百年紀念行事慶祝遊行，昭和十五年（1940年）李火增攝

1845年，大清帝國設置臺灣布政使官職。同年於臺北府城西門內的西門街北側，建布政使司衙門，該衙門是福建台灣省最高行政機關。1895年5月乙未戰爭初期，該布政使司亦為台灣民主國的總統府，不過只維持十數天。同年6月日本佔領台北並接收該布政使司衙門，17日舉行治台始政式典禮，也代表開始展開長達50年的日治時期。
1895年至1919年間，該址的布政使司衙門一直為台灣總督府之辦公場所，直到新的台灣總督府廳舍（今總統府廳舍）完工為止。
1931年，總督府以紀念昭和天皇登基為由，決定在布政使司籌防局前廣場興建台北公會堂（即中山堂）。除了部分布政使司衙門及欽差行臺建築移往圓山動物園（今台北市立兒童育樂中心昨日世界）及台北植物園保存外，其餘附近房舍（包括台灣巡撫衙門）皆於1932年8月予以拆除。12月台北公會堂開工。並於1936年12月完工，施工期間長達4年。建築物是由當時的總督府營繕課井手薰負責設計。

### 戰後時期

日軍在臺北公會堂向二戰同盟國投降之會場掛有英中美蘇四國同等大小的國旗與聯合國旗

在臺北公會堂外舉行臺北市各界慶祝臺灣省光復節大會

1945年，盟軍最高統帥麥克阿瑟發佈《一般命令第一號》指示各地日軍向同盟國投降，陳儀將軍接受委派為臺灣地區受降的代表，並接受日本臺灣總督兼第十方面軍司令官安藤利吉將軍的投降，該會堂被國民政府選為第二次世界大战中国战区受降仪式第十五受降區的地點。同年，台北公會堂更名為中山堂。
1946年10月21日，國民政府主席蔣中正抵達台北，參加在中山堂舉行之「台灣光復一週年紀念大會」。
1949年10月10日，中山堂國父像揭幕，為臺灣第一座露天的孫中山銅像。

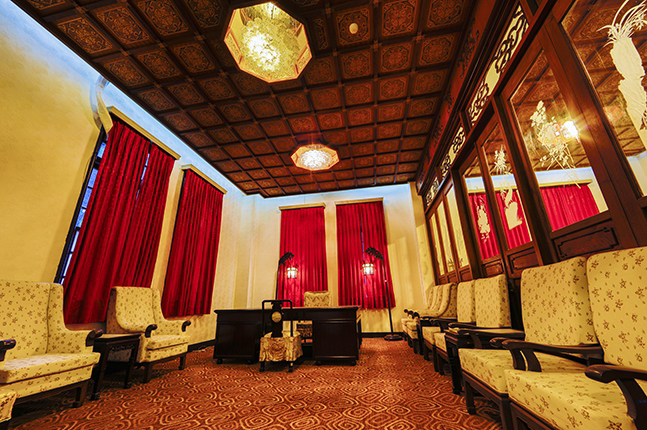
總統蔣中正於國民大會期間在中山堂的辦公室

之後，隨著中華民國政府遷臺，中山堂成為召開國民大會、正副總統就職典禮及政府接待外賓的主要場所，直到陽明山中山樓落成為止；但國民大會秘書處仍設於中山堂中華路側，直到國民大會停止運作。歷史上舉凡美國總統尼克森、南韓首位總統李承晚、南越首位總統吳廷琰、菲律賓總統卡洛斯·加西亞、伊朗國王巴勒維等元首訪華，都是在此接受國宴招待。此外，1955年《中美共同防禦條約》亦在此完成換約。
1982年10月，吴三连邀请苏联异见作家、诺贝尔文学奖得主索忍尼辛访问台湾，以《致自由中國》为题在中山堂发表演说道“在這裡三十三年來不斷地向全世界顯示着，如果中國大陸不淪入共黨之手，整個中國都會達到像台灣一樣高度發展的水平。”“你們也有一個更大更光明的希望，那就是被奴役國家的人民，不會無限度的忍耐下去，當他們的統治者們面臨嚴重危機的時候，他們就會揭竿而起來推翻暴政。”

## 組織架構

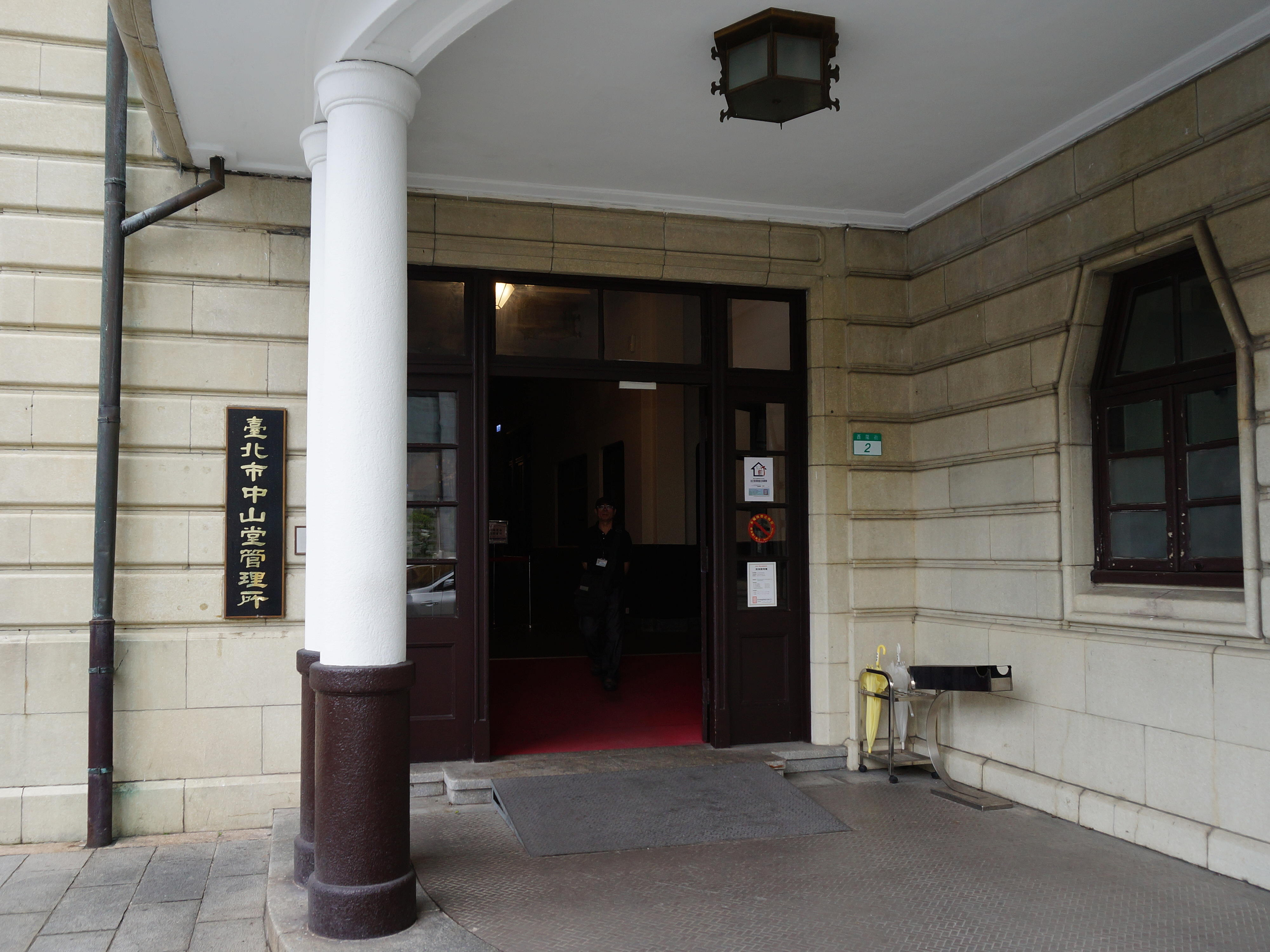
臺北市中山堂管理所

### 所本部
- 主任

### 內部單位
- 總務組：文書、檔案、出納、總務、財產之管理與法制、公關、資訊、研考等業務及不屬於其他各單位事項。
- 業務組：場地提供使用與委託經營管理督導、檔期審查、售票服務、古蹟推廣業務、展覽策劃執行、文宣出版及志工導覽業務等事項。
- 主計機構：依法辦理歲計、會計及統計事項。

## 特色

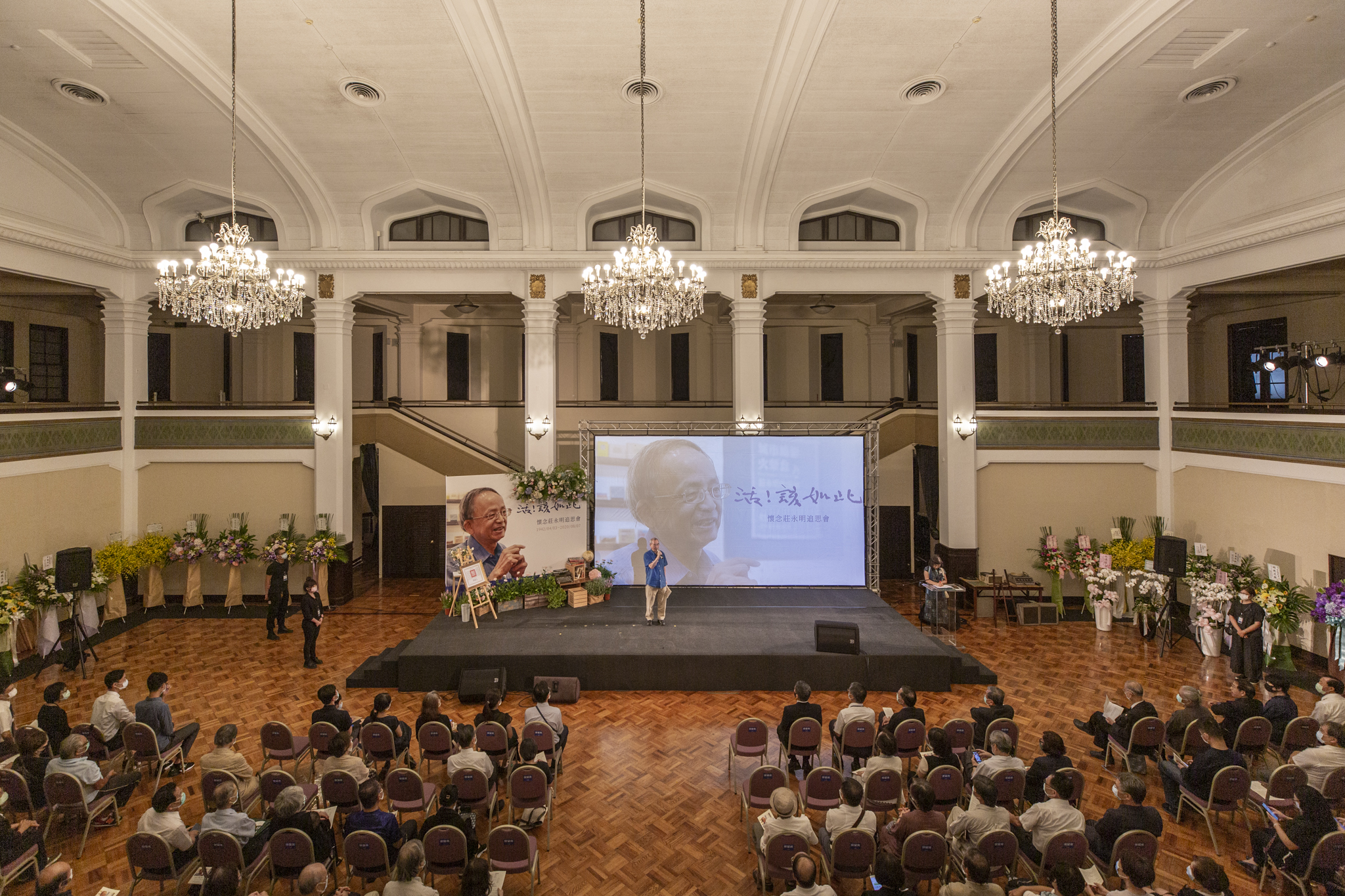
光復廳（大宴會廳）

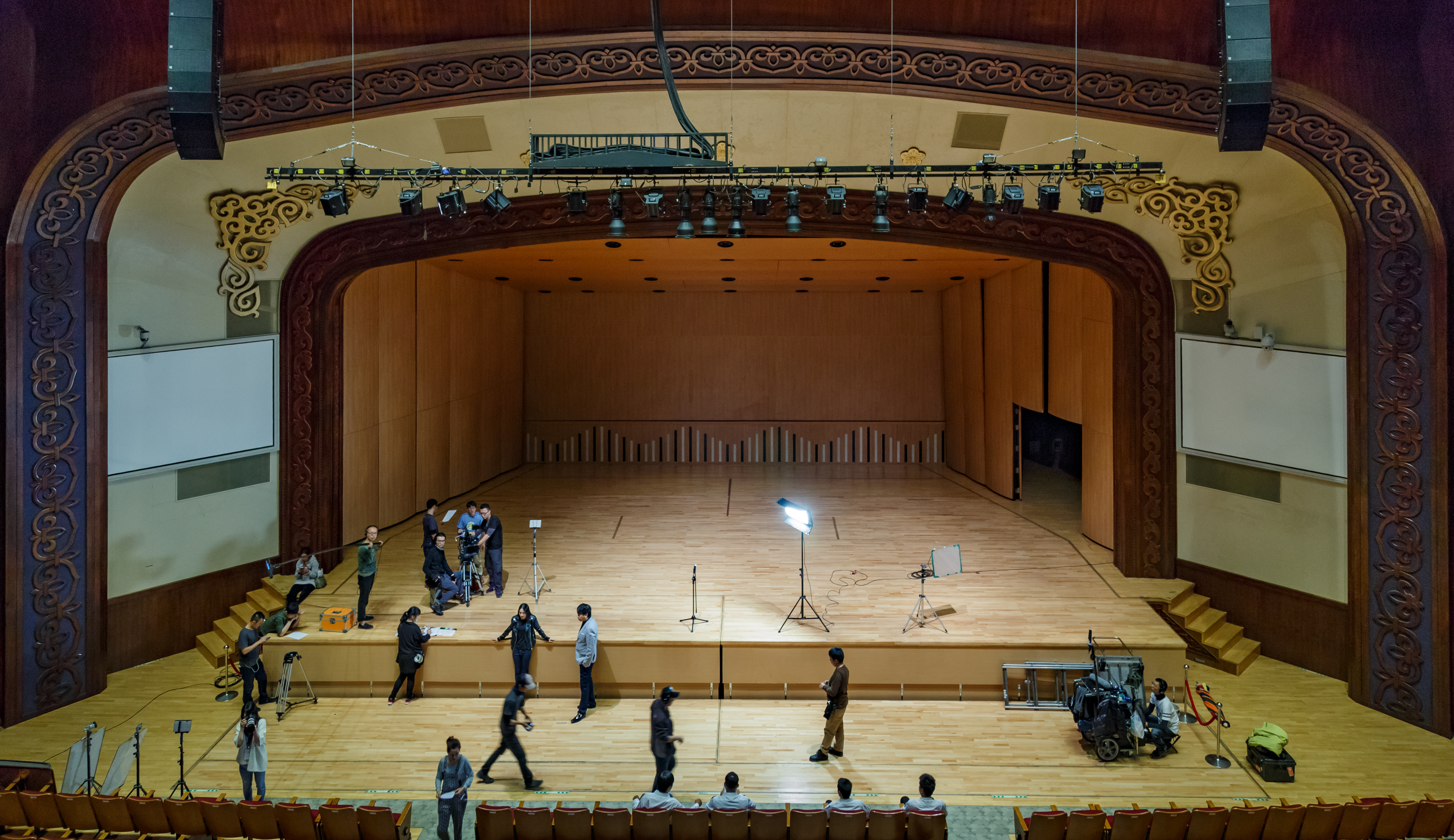
中正廳（大集會堂）

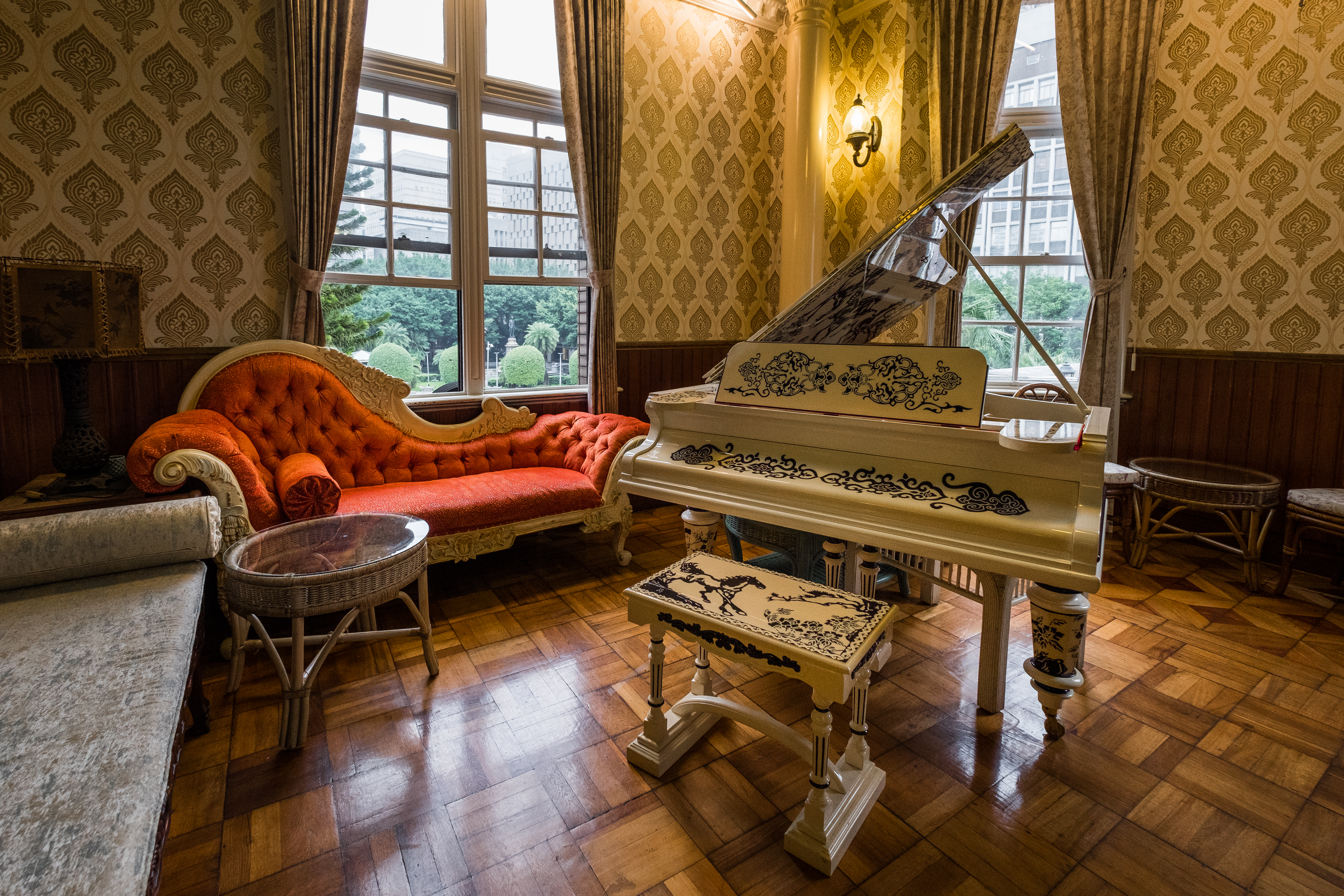
堡壘廳（貴賓室）內的鋼琴

台北公會堂為台灣日治時期知名建築師井手薰作品。所謂「公會堂」，乃是日本專為都市舉辦集會活動所設計的公共建築。台灣各大都市在日治時期也有興建公會堂，而台北公會堂是其中最大的一座。昭和11年落成時，台北公會堂的規模與場地設備僅次於東京、大阪及名古屋，是當時日本第四大的都會公會堂。而設計監造團隊除了服務於台灣總督府的設計師
井手薰外，還有八阪志賀助、神谷犀次郎，而實際建築則委由總督府營繕課負責。
1936年完工的台北公會堂建築採簡單、明朗設計概念。該建築採取1930年代流行的折衷主義樣式，使用鋼骨水泥結構，外表貼由北投窯場所生產的淺綠色面磚，不過兩柱與門面，仍有古典圖案之裝飾。 另外，公會堂特色為採取少見的中東阿拉伯拱窗及台灣陶瓦，而運用面磚貼出的變化花紋則是另一項特色。
中山堂寬60公尺半，側深達113公尺，共有四層樓，該建築面積共達4000平方公尺左右。而這建築又是由集會堂與宴會廳兩部分組成。其中「集會堂」內分兩層，上層與下層合計共觀眾席2056席。因為可以播放電影，1950年代至1990年代為公教人員免費電影院所在。也曾經是國民大會開會的所在地，到1966年中山樓完工後才改至該處開會。其後面靠中華路一側，是國民大會秘書處的辦公室。宴會廳三層高，室內面積達1400平方公尺。主建築除了用餐場所外，還包含娛樂室、理髮廳、貴賓室、廚房。貴賓室室內正面掛著中華民國國寶-黃土水的知名作品《水牛群像》。
本來屋頂尚有赤道儀折射望遠鏡及圓頂觀測台，戰後已遷至圓山天文台。除此，戰後的公會堂廣場亦增設一座連基座達五公尺的孫中山像，該銅像基座原位於西門町，為紀念台灣總督府第4任民政長官祝辰巳而建立，為市定古蹟。而在1999年，廣場上由行政院籌建的「抗日戰爭勝利暨臺灣光復紀念碑」也正式啟用。

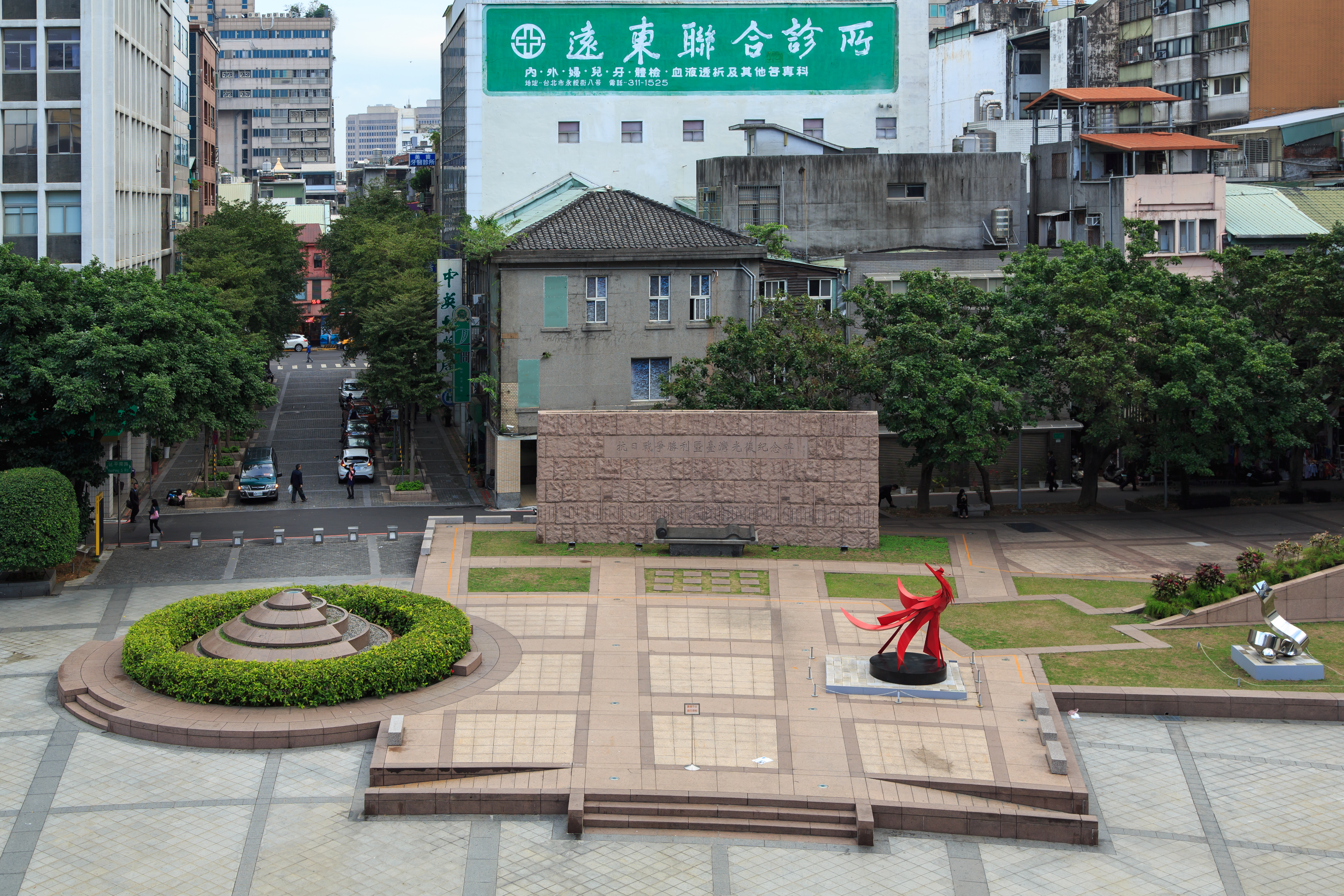
廣場上的「抗日戰爭勝利暨台灣光復紀念碑」

## 歷任主任
| 姓名   | 任期                        |
| ------ | --------------------------- |
| 陳耀晃 | 1949年－1953年              |
| 吳可棟 | 1953年－1969年              |
| 周復生 | 1969年－1974年              |
| 秦顯忠 | 1974年－1979年              |
| 胡禧   | 1979年－1990年              |
| 胡子英 | 1990年－1992年              |
| 葉傑生 | 1992年－1993年              |
| 胡禧   | 1993年－1995年              |
| 蔡秋林 | 1995年－1997年              |
| 李德嫺 | 1997年－2001年              |
| 張雲程 | 2001年(代)                  |
| 王正平 | 2001年－2004年 (代)         |
| 郭玉茹 | 2004年－2007年 (代)         |
| 鍾耀光 | 2007年－2009年 (代)         |
| 李岱穎 | 2009年－2009年 (代)         |
| 李麗珠 | 2009年12月－2011年10月 (代) |
| 黃國琴 | 2011年10月－2020年7月       |
| 江再發 | 2020年7月－2022年6月        |
| 江孟芳 | 2022年7月－迄今             |

## 周邊設施
- 原臺北信用組合
- 臺北南警察署廳舍 (已改建)
- 台北電話交換所 (已改建)

## 資料來源
1. ↑  中山堂臺北書院-包廂外租 （页面存档备份，存于）.臺北市中山堂管理所.2023-12-14
2. ↑  臺北公會堂、旗後礮臺、打狗英國領事館及官邸 升格為國定古蹟 （页面存档备份，存于） 2019-02-23,文化部
3. ↑  《李筱峰專欄》從一張照片談終戰.自由時報.2005-08-15 （页面存档备份，存于）,
4. ↑  索爾仁尼琴. . 1982-10-23  [2021-01-09]. （原始内容存档于2021-09-06）.[]
5. ↑  .   [2021年1月9日]. （原始内容存档于2016年4月10日）.
6. ↑  組織架構 （页面存档备份，存于）.臺北市中山堂管理所
7. ↑  主任學經歷簡介及歷任主任名錄 （页面存档备份，存于）.臺北市中山堂管理所

## 外部連結
- 臺北市中山堂管理所 （页面存档备份，存于）
- 臺北公會堂-文化部文化資產局 （页面存档备份，存于）
- 中山堂-臺北旅遊網（页面存档备份，存于）
- 臺北市政府文化局 - 臺北市中山堂 （页面存档备份，存于）
- 台北市中山堂的Facebook專頁